# Tout doit disparaître (roman)
Tout doit disparaître est un roman écrit par Mikaël Ollivier et paru en 2007 aux éditions Thierry Magnier,.
Le film Paradis amers en est inspiré.

## Résumé
En partant s'installer à Mayotte avec ses parents, Hugo imaginait une vie d'expat rêvée sur une île paradisiaque...Il déchante très vite : la chaleur, la mousson, les bidonvilles, tout le heurte. Seul Blanc de sa classe, il peine à s'intégrer avant de faire la connaissance d'une autre élève, Zaïnaba. Déjà mère d'un enfant, elle sera son premier amour.

### Chapitre 1
Lorsque Hugo, le narrateur, est en CM2, ses parents lui annoncent qu'ils partiront tous pour Mayotte, une île sur l'autre bout du monde. À l'arrivée, une chaleur insupportable les saisit et il fait très humide. En effet, le monde d'Hugo s'est inversé et sa vie a basculé. On apprend que tout va vite à Mayotte et qu'Hugo a de la peine à saisir le présent furtif de cette île. En outre, on apprend qu'à Mayotte, la nuit tombe déjà à 17 h et qu'il n'y à que très peu d'éclairages et qu'Hugo découvre un insecte dans la douche, c’est un mille pâte très dangereux à Mayotte . Enfin, lorsque Hugo et sa sœur, Lydie, vont au lit, ils entendent des bruits étranges.

### Chapitre 2
En effet, des clandestins ont dormi sur la terrasse de la maison et c'était donc eux qui ont fait des bruits. Quoique certaines familles repartent en métropole au bout de quelques semaines, les parents de Hugo (plutôt le père) décident de rester à Mayotte. Hugo voit une Mahoraise en tenue traditionnelle qui transporte un four en micro-ondes sur sa tête; cela symbolise pour Hugo ce qu'est Mayotte. Mayotte fait peur à Hugo, un soir il se retrouve par erreur dans un ghetto anjouanais. Hugo et ses parents se rendent au Barfly, un café où se retrouvent les métropolitains et les enseignants. La page 32 nous renseigne sur la mentalité et sur le développement de l'île et de ses habitants. En effet, il y a deux catégories de gens, les métropolitains qui sont majoritairement des enseignants et les Mahorais. Ceux-ci diffèrent par leurs richesses, leur culture et leur mentalité. En outre, la majorité des habitants de Mayotte sont des adolescents. Hugo fait la connaissance de Françoise, la nouvelle documentaliste de sa classe.

### Chapitre 3
Hugo ne sait pas s'il va se lier d'amitié avec quelqu'un, puisqu'il repartira dans un futur relativement proche. À la page 41 on apprend les différences entre l'éducation mahoraise et la nôtre; les Mahorais sont plus libertins. En outre, Hugo est le meilleur de sa classe sans se sentir supérieur aux Mahorais et il n'a pas vu d'actes de racisme mais il sait que les blancs constituent l'élite de l'île. Ensuite, on apprend que la principale de l'école se considère comme supérieure aux Mahorais et que la mère de Hugo n'aime pas la vie à Mayotte, qu'elle n'arrive pas à s'intégrer à un groupe et que les élèves ne sont pas très appliqués aux études. La polygamie existe sur l'île mais les femmes jouent quand même un rôle important. Lorsque Hugo perçoit des tortues, une grande sérénité le gagne. On remarque que Hugo commence à s'intégrer, puisqu'il s'habitue à la chaleur et aux insectes et change de vêtements.

### Chapitre 4
Tout le monde aime Françoise, la documentaliste de l'école, selon Hugo, car elle est expérimentée, tolérante et calme. Elle ne se sent pas au Barfly à sa place car elle ne se sent pas supérieure aux Mahorais, elle a un regard critique. En outre, elle est une personne très importante pour Hugo, elle ne lui reproche rien car elle est tolérante et lui donne de bons conseils. Pour Noël, Hugo et sa famille rentrent à Béthune où il y avait de la neige contrairement à Mayotte. En effet, Hugo et ses meilleurs amis, Baptiste et Nico, se retrouvent des presque-étrangers, et ceux-ci se moquent même de Mayotte. Si Hugo ne parvient pas à renouer avec ses anciens amis, il a replongé instantanément dans son enfance familiale. Ce n'est qu'à l'aéroport que Hugo sent son cœur se serrer mais pas de tristesse, ni d'inquiétude, car il est habitué maintenant à la vie à Mayotte. Il est seulement ému, car il doit quitter ses grands-parents. Hugo nous révèle que c'est en vivant enfin normalement sur l'île, qu'il a compris que c'est parce qu'il connaissait si mal la vie sur cette île, que, inconsciemment elle lui faisait peur. Madjini, le mari de Françoise, raconte que l'économie et l'industrialisation sur l'île se sont rapidement évolués, la société est passée de marcheurs, pêcheurs et cueilleurs à une société allant au supermarché. Hugo se sent plus mûr après avoir vu Lucie, la fille de Françoise, toute nue.

### Chapitre 5
La mère, d’Hugo n'en peut plus des Tropiques, elle commence même à prononcer des phrases racistes. On apprend que les parents de Hugo désirent acheter une nouvelle maison grâce à leur prime non imposable d'expatriés. À l'école, Hugo est assis à côté de Zaïnaba, une élève pas très douée, pourtant elle est plus mature que Hugo. Enfin, Zaïnaba déshabille Hugo pour qu'ils puissent faire l'amour, en effet, elle est tombée dès le premier jour amoureuse de lui. Les notes de Hugo ont chuté et Françoise conseille à Hugo de façon tolérante de faire attention à Zaïnaba. Pourtant ce conseil n'a servi à grand chose, car Hugo fait toujours l'amour avec elle sans contraception.

### Chapitre 6
Zaïnaba est enceinte, Hugo en est le père. Il a trouvé entre-temps une réponse à la question s'il aime Zaïnaba ou s'il aime l'amour: c'est l'amour qu'il aime. Les avis au sujet du bébé sont opposés, Hugo est pessimiste tandis que Zaïnaba est optimiste, elle veut vivre avec Hugo en métropole.

### Chapitre 7
La deuxième partie du roman se déroule en France, à Béthune où Hugo habite après son retour. Il se sent mal au collège, n'a pas d'amis, pense qu'il est trop mûr pour la métropole. Il reste en contact avec Françoise qui lui répond régulièrement par mail. Un jour elle lui envoie un message écrit par Zaïnaba qui annonce que le bébé est parti. Il ne sait pas quoi répondre, même s'il pense souvent à elle.  Au mois de juillet, sa grand-mère l'emmène pour faire les soldes. Là, il trouve une affiche : « Tout doit disparaître ». Les soldes lui semblent comme un assaut, soutenu par le comportement combatif de sa grand mère. Hugo commence à penser à la consommation de la société.

### Chapitre 8
Hugo voit de plus en plus de pubs et se met à les détester ; il écrit à Françoise ce qu’il ressent et  celle-ci lui dit qu'elle ressent la même chose sur la vie en métropole. Ses parents et sa sœur reviennent de Mayotte. Sa sœur a complètement changé. Ils le trouvent bizarre, sa sœur lui dit qu'il est chiant. Hugo redouble sa troisième.
La grand mère de Hugo voit qu'il n'est pas très bien.

### Chapitre 9
Pour son anniversaire, ses parents leur offrent des chaussures normales, sans marque, qu'il trouve très belles. Peu à peu, tous les élèves se retrouvent avec les mêmes chaussures, ce qui l'énerve encore plus, donc il reprend ses anciennes chaussures.

### Chapitre 10
Ses parents veulent acheter un gros 4x4. Hugo essaie de les convaincre en vain de ne pas le faire. Il essaie de rallier sa sœur à sa cause, ça ne fonctionne pas davantage. Il comprend donc les ravages de la surconsommation.

### Chapitre 11
Hugo rend visite à son grand père et constate qu'il achète bien plus de nourriture qu'il ne lui faut, tout ça pour avoir un appareil photo numérique. Il se sentait bien chez son grand père. Un soir, il discuta avec lui. Son grand père lui parla de sa grand mère, il lui avoua qu'il aurait voulut mourir lorsqu'elle décéda de son cancer. Hugo ne sait même pas qui est sa grand- mère. Le lendemain, Hugo découvrit son grand père mort sur le lit. Bizarrement, il refit sa balade habituelle et attendit jusqu'à 17h30 pour prévenir ses parents.

### Chapitre 12
Hugo rencontre Charly en descendant du bus plus tôt que prévu, puis il lui prouve qu'il était capable de faire comme elle c'est-à-dire : saboter les pubs avec de la peinture. Hugo invite Charly chez lui, elle découvre la petite sœur d'Hugo et la chambre d'Hugo. Hugo a voulu embrasser Charly mais à partir de ce jour Charly ne décroche plus à ses appels et ne répond plus à ses messages.

### Chapitre 13
Hugo est invité par Charly pour aller à la station de métro, pour vandaliser les pubs. Il se fait coincer par la police. Son père vient le rechercher et ils ne se parlent pas de tout le trajet. Son père lui dit qu’il ne changera jamais et qu'il ne sait pas se qu'il va devenir.